# Dilatador retal

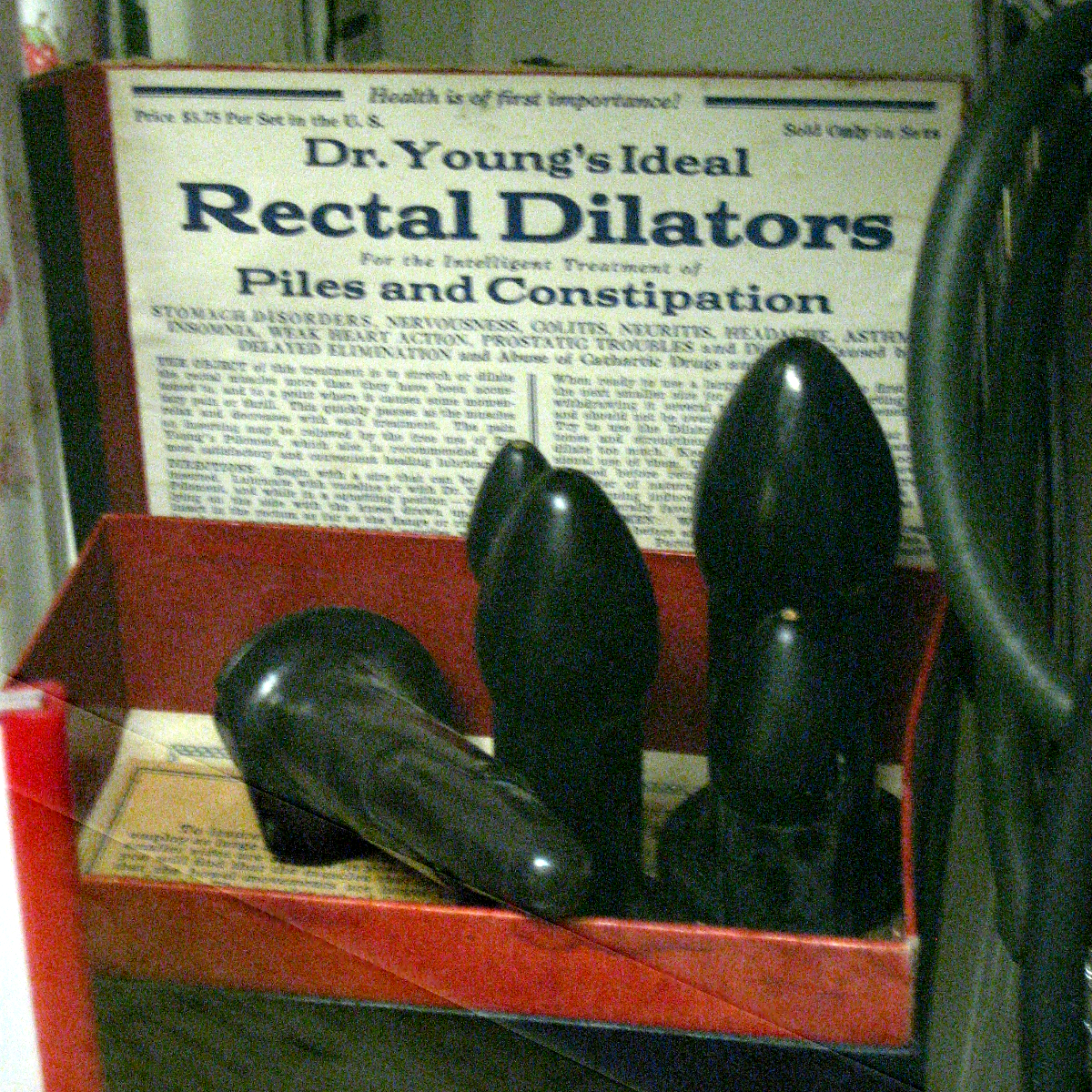
Um conjunto de dilatadores retais antigos expostos no Glore Psychiatric Museum.

Um dilatador retal ou anal é um dispositivo médico semelhante a um espéculo projetado para abrir e relaxar o esfíncter anal interno/externo e o reto, a fim de facilitar exames médicos ou aliviar a constipação. Uma das primeiras versões de um dilatador retal foi o Dr. Young's Ideal Rectal Dilators, inventado em 1892.